# Lotus Cars

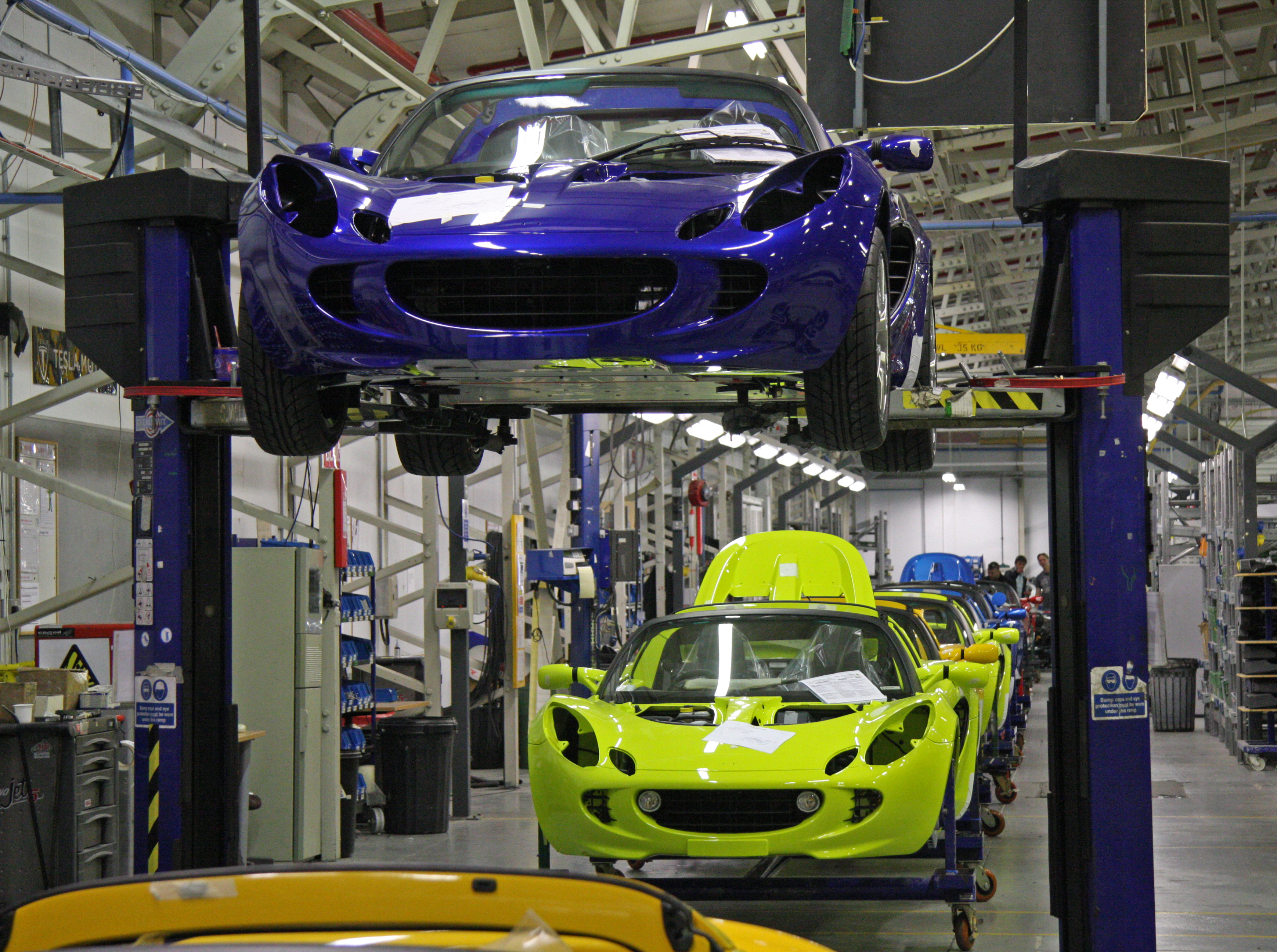
Muntatge final de Lotus

Lotus Cars Limited és una empresa britànica d'automoció amb seu a Norfolk, Anglaterra que fabrica cotxes esportius i cotxes de carreres. Destaquen pel seu pes lleuger i les seves característiques de maniobrabilitat.

Lotus havia participat a les curses de Fórmula 1, a través de l'equip Lotus, guanyant el Campionat del Món de Fórmula 1 set vegades.

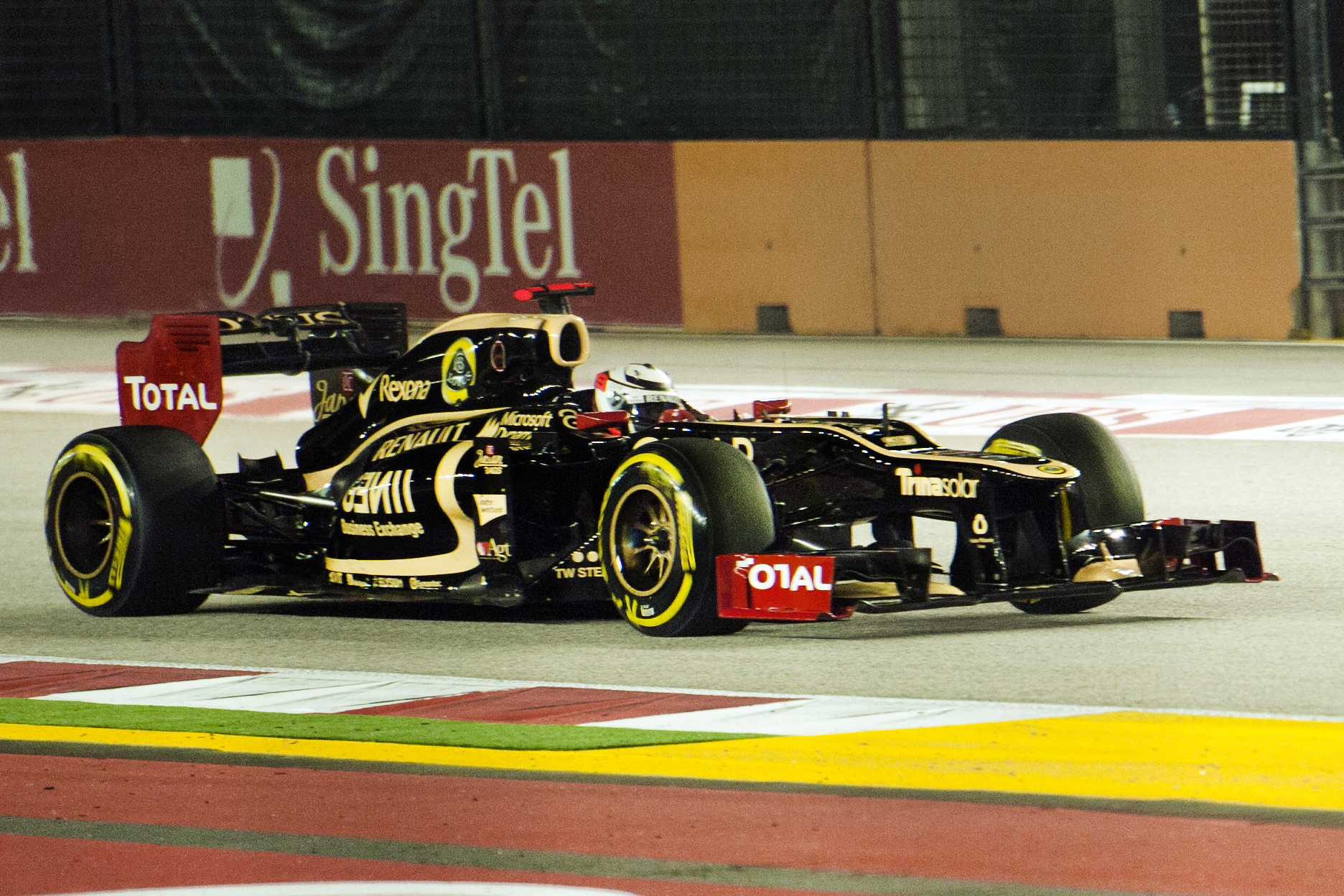
Lotus E20

Lotus Cars va ser fundada i regentada durant molts anys per Colin Chapman. Després de la seva mort i d'un període d'inestabilitat financera, va ser comprada per General Motors, després Romano Artioli i DRB-HICOM a través de la seva filial Proton. Actualment és propietat majoritària de la multinacional xinesa Geely, amb Etika Automotive com a accionista minoritari. La consultora d'enginyeria Lotus Engineering, una branca de Lotus Cars, té instal·lacions al Regne Unit, Estats Units, Xina i Malàisia.
La consultora d'enginyeria Lotus Engineering, una branca de Lotus Cars, té instal·lacions al Regne Unit, Estats Units, Xina i Malàisia.
Els cotxes Lotus més destacats son el Lotus Seven, el Lotus Esprit i el Lotus Elan.

## Operacions
Actualment organitzat com a Group Lotus plc, el negoci es divideix en Lotus Cars i Lotus Engineering.A més de la fabricació d'automòbils esportius, l'empresa també actua com a consultoria d'enginyeria, proporcionant desenvolupament d'enginyeria, especialment de suspensions, per a altres fabricants d'automòbils. El departament de propulsió de Lotus és responsable del disseny i desenvolupament del motor Ecotec de 4 cilindres que es troba en molts dels cotxes Vauxhall, Opel, Saab, Chevrolet i Saturn de GM. Els models Lotus Elise i Exige dels EUA utilitzaven el 1.8L VVTL-i I4 del difunt Celica GT-S de Toyota i el Matrix XRS, tots dos ja no estan disponibles nous. El nou Exige té el mateix motor V6 que el seu homòleg més gran, l'Evora, i no està disponible als EUA com a vehicle legal per a carretera.

## La Fórmula 1 i l'automobilisme

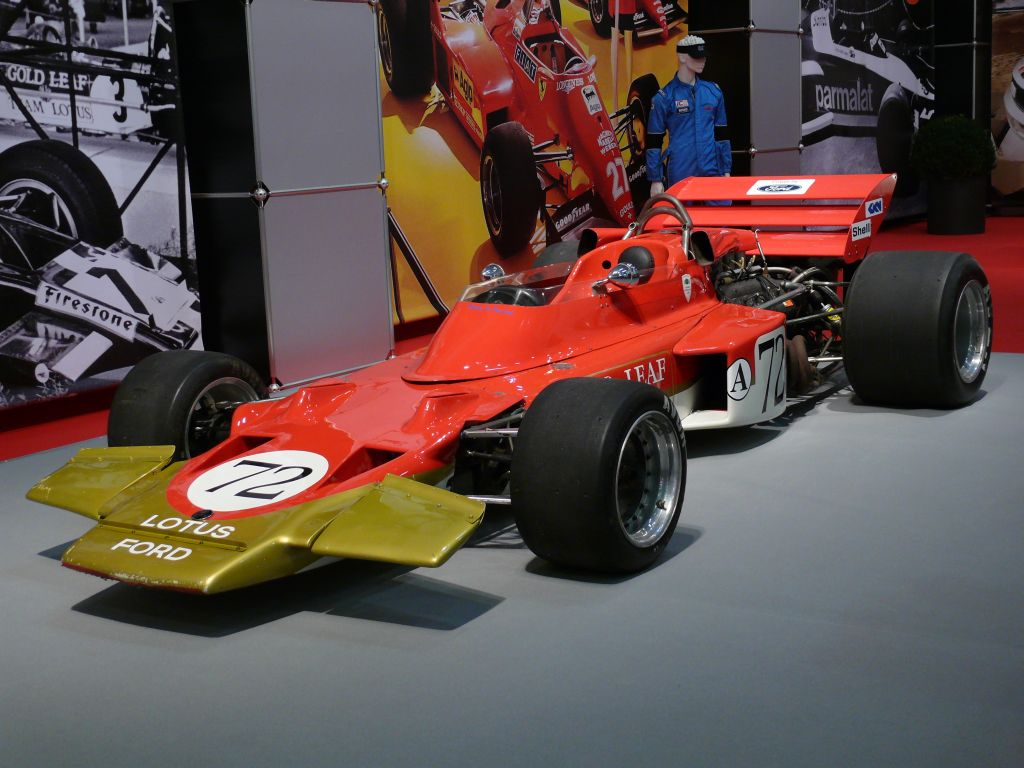
Lotus 72

En els seus inicis, la companyia va animar els seus clients a competir amb els seus cotxes i va entrar per primera vegada a la Fórmula 1 a través de la seva empresa germana Team Lotus el 1958. Un cotxe Lotus de Fórmula 1 conduït per Stirling Moss va guanyar el primer Gran Premi de la marca el 1960 a Mònaco. Moss va conduir un Lotus 18 introduït pel corsari Rob Walker. El gran èxit va arribar el 1963 amb el Lotus 25, que, amb Jim Clark al volant, va guanyar al Team Lotus el seu primer Campionat Mundial de Constructors de F1. La mort prematura de Clark (va estavellar un Lotus 48 de Fórmula 2 l'abril de 1968 després que el seu pneumàtic posterior fallés en un gir a Hockenheim) va ser un dur cop per a l'equip i per a la Fórmula 1. Va ser el conductor dominant del cotxe dominant i segueix sent una part inseparable dels primers anys de Lotus. El campionat d'aquell any el va guanyar el company d'equip de Clark, Graham Hill.

## Models de cotxes Lotus
Els models actuals de Lotus inclouen:
- Lotus Evija : El Lotus Evija és un cotxe esportiu elèctric de producció limitada, és el primer vehicle elèctric introduït i fabricat per l'empresa. Amb el nom en clau "Tipus 130", la producció de l'Evija estarà limitada a 130 unitats. La producció començarà a principis de mitjans de 2021 amb el lliurament a principis de 2023. L'Evija funciona amb un paquet de bateries de 70 kWh desenvolupat conjuntament amb Williams Advanced Engineering, amb motors elèctrics subministrats per Integral Powertrain. Els quatre motors individuals es col·loquen a les rodes i cadascun té una capacitat de 375 kW (510 PS; 503 hp), per a una potència total combinada de 1.500 kW (2.039 CV; 2.011 CV) i 1,704 N·m (1,257 lb·ft) de parell. Lotus afirma que l'Evija serà capaç d'accelerar de 0 a 100 km/h (62 mph) en menys de 3 segons, de 0 a 300 km/h (186 mph) en 9,1 segons i aconsegueix una velocitat màxima limitada de 350 km/h (217 mph).[2]
- Lotus Emira : presentat el juliol de 2021, la producció va començar el març de 2022; aquest serà l'últim vehicle de l'empresa impulsat per un motor de combustió interna.[3]
- Lotus Eletre : El primer Hyper-SUV elèctric d'alt rendiment de Lotus.